# Secrets
Secrets – album studyjny amerykańskiej grupy Con Funk Shun. Został wydany w roku 1977.

## Lista utworów
1. DooWhaChaWannaDoo
2. Who Has The Time
3. Indian Summer Love (Interlude)
4. Tear In My Eye
5. Ffun
6. Secrets
7. ConFunkShunizeYa
8. I'll Set You Out O.K
9. Indian Summer Love (Instrumental)

## Nagrody i pozycja na listach
- 6 Top R&B Albums